# Luigi Primo

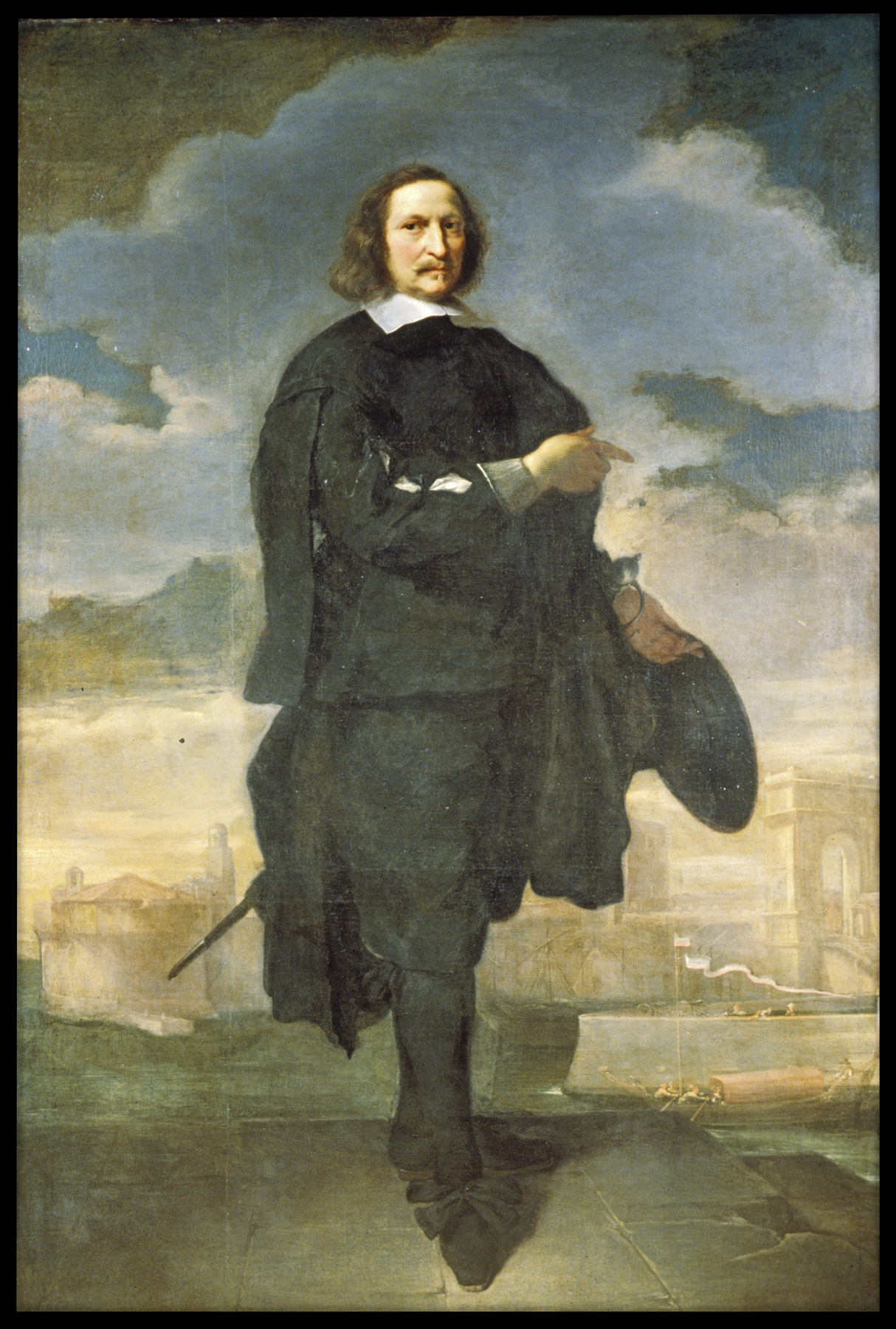
Ritratto di gentiluomo di Ancona (1650-1660)

Lodewijk, o Ludovicus, italianizzato in Luigi Cousin, alias Luigi Primo, o Luigi Gentile (Ninove, 1606 – Bruxelles, 1667), è stato un pittore fiammingo del periodo barocco.

## Biografia
Nacque a Breivelde nei dintorni di Ninove. Studiò presso Gillis Claeissins il Giovane (m. 1622) a Bruxelles nel 1617, ma presto lasciò i Paesi Bassi meridionali. Secondo Joachim von Sandrart continuò i suoi studi a Parigi e nel 1626 giunse a Roma dove aderì alla Schildersbent con il soprannome di Gentile, Qui studiò le opere dei grandi maestri.
La prima opera, notevole per il disegno ed il colore, che gli portò una certa notorietà, fu un affresco posto lateralmente all'altare maggiore della Chiesa dei Santi Domenico e Sisto e rappresentante un miracolo operato da San Domenico: i libri dei Vangeli, pur esposti alle fiamme, non bruciavano a testimonianza della verità della Fede cattolica, mentre le scritture eretiche erano incenerite.
Successivamente dipinse in Santa Maria Maggiore uno dei quattro quadri ad olio nella cappella di Santa Caterina Vergine e Martire dei Duchi d'Acquasparta, rappresentante il miracolo in cui un angelo rompeva la ruota dentata, strumento di tortura per il quale la Santa avrebbe dovuto morire. Quest'opera accrebbe la sua notorietà e gli portò ulteriori commissioni, da cui ricavò una certa somma di denaro.
Nel 1635 entrò a far parte della confraternita di San Giuliano dei Fiamminghi come Ludovicus Cousin, alias Primo, alias Gentile.
Tre anni più tardi divenne membro dell'Accademia nazionale di San Luca, di cui fu direttore nel 1651-1652 e nel 1653. Il Gentile istituì regole di maggior severità per quanto riguarda l'ammissione all'Accademia, imponendo che potessero essere ammessi solo gli artisti più celebri e solamente dopo due scrutinî e che fosse eseguito un attento esame sia dei meriti artistici che delle qualità personali per un maggior prestigio dell'Accademia stessa.
Alcune delle pale d'altare che dipinse per le chiese romane tra il 1633 e il 1657 si trovano ancora in situ (ad esempio La Vergine presenta il Bambino a Sant'Antonio da Padova del 1655; San Marco), mentre non resta nessuno dei quadri di piccole dimensioni ammirati dai contemporanei per cui era particolarmente noto.
Oltre a opere di tema religioso, dipinse anche soggetti mitologici e fu anche un apprezzato ritrattista.
Purtroppo, a causa della sua passione per le donne, trascurava il lavoro e spendeva tutto ciò che guadagnava. Si decise così a lasciare Roma. Quindi si recò a Loreto, dove dipinse il quadro per l'altare maggiore della Chiesa di Santa Margherita, raffigurante la stessa santa, ed in seguito a Pesaro, dove lavorò nel Duomo. Infine si trasferì a Venezia, dove eseguì alcuni ritratti.
Ritornò a Roma pochi anni prima della morte di Innocenzo X. Fu il primo ritrattista del suo successore Alessandro VII, da poco insediato.
Dopo aver trascorso oltre trent'anni a Roma, Luigi Primo ritornò a Bruxelles dove entrò a far parte della locale gilda di pittori nel 1661. Continuò a dipingere soggetti storici e ritratti e produsse bozzetti per i tessitori di arazzi.
Per il Re di Spagna eseguì alcuni cartoni per arazzi e il grande quadro ad olio La morte di Adone (1656 c.). Dipinse inoltre alcuni quadri per l'Arciduca Leopoldo ed alcuni ritratti di imperatori della Casa d'Asburgo per l'imperatore.
A causa della sua attività nella produzione di arazzi fu ritenuto esente da ogni tassa.
Ebbe parecchi allievi tra cui Jan van Cleef (1646-1716).
Nonostante avesse guadagnato molto denaro in varie occasioni, tuttavia alla sua morte lasciò poco. Era alto, di bella presenza, amante dei piaceri e non teneva in gran conto il denaro, che spendeva generosamente.
Lo stile di Luigi Primo, a metà tra la tradizione italiana e quella fiamminga, è un esempio del maestoso stile decorativo barocco.

## Opere
- La Vergine presenta il Bambino a Sant'Antonio da Padova, 1655, San Marco, Roma.
- Ritratto di Papa Alessandro VII, 1655 c.
- La morte di Adone, 1656 c.
- Due ritratti di signori, olio su rame, 10 x 8 cm[7].
- Ritratto di gentiluomo a mezzo busto con colletto bianco, olio su tela, 58,6 x 48,8 cm, con iscrizione[8].
- Ritratto ideale di Ercole I d'Este, olio su tela, 65 x 55 cm, 1667[9].
- Ritratto del Marchese di Caracera, Governatore di Milano, a grandezza naturale[3].
- San Lorenzo disputa col Tiranno, Chiesa di San Nicola da Tolentino, Roma[4].
- Natività, un tempo presso il Convento dei Cappuccini, Pesaro[10].
- Santo Stefano, un tempo presso il Convento dei Cappuccini, Pesaro[10].